# Un hijo
«One Son» es el duodécimo episodio de la sexta temporada de la serie de televisión estadounidense de ciencia ficción The X-Files. Se emitió por primera vez el 14 de febrero de 1999 en la cadena Fox. El episodio fue escrito por el creador de la serie Chris Carter y Frank Spotnitz, y dirigido por Rob Bowman. Explora la mitología general de la serie y concluye el arco argumental del Sindicato.
La serie se centra en los agentes especiales del FBI Fox Mulder (David Duchovny) y Dana Scully (Gillian Anderson), que trabajan en los expedientes X, casos considerados «irresolubles» por el FBI, generalmente relacionados con lo paranormal. Aunque Mulder cree en lo paranormal y la escéptica Scully ha sido asignada para desacreditar su trabajo, los dos han desarrollado una profunda amistad. Mientras Cassandra Spender (Veronica Cartwright) revela la verdad sobre la conspiración extraterrestre para apoderarse de la Tierra a Mulder, su exmarido, el fumador (William B. Davis), hace lo mismo con su hijo, Jeffrey Spender (Chris Owens), en un esfuerzo por convencerlo de que trabaje con el Sindicato. Incluso cuando Mulder es engañado por la agente especial Diana Fowley (Mimi Rogers), Scully se mantiene fiel a la investigación y los dos descubren que Spender es un aliado sorpresa. Mientras tanto, el Sindicato alcanza el clímax de sus planes, solo para que sus miembros sean exterminados sistemáticamente por los rebeldes extraterrestres sin rostro, que se oponen a la colonización.
«One Son», una continuación directa del episodio anterior «Two Fathers», fue escrito, junto con su predecesor, para eliminar el Sindicato y relanzar la mitología de la serie en una dirección diferente. Tanto la apertura del episodio como la escena culminante que presenta la desaparición del Sindicato se filmaron en la Estación Aérea del Cuerpo de Marines de Tustin en Tustin, California. Spotnitz fue particularmente crítico con algunos de los efectos visuales utilizados en el episodio, y expresó su deseo de volver a visitarlos y rehacerlos algún día. El episodio también ha sido analizado por su examen temático de la familia. «One Son» obtuvo una calificación Nielsen de 10,1, y su primera transmisión fue vista por 16,57 millones de personas. El episodio fue bien recibido por los críticos, quienes aplaudieron la forma en que se terminó el arco de la historia del Sindicato, aunque otros sintieron que la resolución era demasiado simplista.

## Argumento

### Trasfondo
Durante las primeras cinco temporadas de la serie, los agentes federales del FBI Fox Mulder (David Duchovny) y Dana Scully (Gillian Anderson) han desentrañado una conspiración que involucra al misterioso Sindicato y sus planes para ayudar en la colonización extraterrestre de la Tierra. Los episodios de la quinta temporada «Patient X» y «The Red and the Black» revelan que, en contra del esfuerzo de colonización, hay una facción de rebeldes extraterrestres que se oponen a la colonización. En el episodio anterior, «Two Fathers», uno de los rebeldes intentó infiltrarse en el Sindicato y formar una alianza, solo para ser asesinado. Mientras tanto, Mulder se enteró de que la exesposa del fumador (William B. Davis), Cassandra Spender (Veronica Cartwright), había logrado convertirse exitosamente en una híbrida extraterrestre-humana, una señal para los extraterrestres para que comiencen a colonizar el planeta.

### Eventos
Cassandra exige que Mulder la mate pero, antes de que pueda hacer algo, Diana Fowley (Mimi Rogers) pone al grupo en cuarentena. Mulder, Cassandra y Scully son llevados a una instalación de los Centros para el Control de Enfermedades (CDC) en Fort Marlene, donde Fowley les dice a los agentes que Cassandra porta un organismo contagioso. Mientras tanto, Alex Krycek (Nicholas Lea) informa sobre el escape de Cassandra al Sindicato, señalando que los rebeldes extraterrestres quieren que Cassandra se mantenga con vida. Sin embargo, el Sindicato decide entregar a Cassandra a los colonizadores y salvarse al comenzar la colonización.
En Fort Marlene, Mulder se encuentra con Marita Covarrubias (Laurie Holden), de aspecto enfermizo, quien le dice que el Sindicato la sometió a experimentos para crear una vacuna para el aceite negro y que los colonizadores comenzarán la colonización si se enteran de la existencia de Cassandra al ser una híbrida extraterrestre-humana. Scully, con la ayuda de los Pistoleros solitarios, investiga la historia personal de Fowley e informa a Mulder que Fowley ha estado recopilando datos sobre abducidos por extraterrestres (MUFON) en Túnez casi todas las semanas, aunque no hay rastro de sus actividades en los registros del FBI. Aunque Mulder todavía confía en Fowley, va a su apartamento para confrontarla.
Dentro del apartamento, la búsqueda de pistas de Mulder se ve interrumpida por la llegada del fumador, quien le dice a Mulder que ha sido traicionado por Jeffrey Spender (Chris Owens), quien en realidad es su hijo. El fumador le dice a Mulder que, hace muchos años, el Sindicato acordó por mayoría de votos, en contra de las objeciones de Bill Mulder, alinearse con los colonizadores extraterrestres para salvarlos durante la colonización. El Sindicato se vio obligado a entregar miembros de la familia a los colonos como garantía para que un feto extraterrestre pudiera ser entregado al Sindicato para que pudieran acceder al ADN extraterrestre, para hacer posibles los híbridos humano-extraterrestres. Como Bill Mulder tardó en aceptar, Samantha Mulder no fue tomada hasta después de los demás. Usando el feto extraterrestre, el Sindicato trabajó en la creación de híbridos extraterrestres-humanos que pudieran sobrevivir a la colonización. El fumador luego le dice a Mulder que la colonización comenzará una vez que Cassandra sea entregada y que Mulder podrá volver a ver a su hermana, brindándole la dirección del hangar donde los miembros del Sindicato se reunirán con los colonos.
Spender va a la sede del Sindicato, solo para encontrar a Krycek, quien le dice que los miembros del grupo, con la excepción del fumador, que ha ido a recuperar a Cassandra, se están preparando para entregar a Cassandra a los extraterrestres. Fowley regresa a su apartamento, donde encuentra a Mulder. Fowley se dirige al hangar en la Base de la Fuerza Aérea de El Rico, mientras que Scully recogió a Mulder, y los dos intentan, pero fallan, detener el vagón del tren que transporta a Cassandra a El Rico. Spender llega a Fort Marlene, donde se encuentra con Marita; ella le dice que vaya a la Base de la Fuerza Aérea de El Rico a buscar a su madre.
Un cirujano del Sindicato que intenta obtener el feto extraterrestre es asesinado por uno de los rebeldes extraterrestres, que asume su forma. Krycek encuentra al cirujano muerto y al feto desaparecidos, y le dice a Spender que los rebeldes ahora van a tener éxito en sus objetivos de detener la colonización. El Sindicato y sus familias se reúnen en la Base Aérea de El Rico. Poco después de la llegada de Fowley, aparece una luz blanca en un extremo del hangar. Se revela que son los rebeldes, quienes rodean e inmolan a todo el Sindicato, a excepción del fumador y Fowley, que escapan en automóvil.
Al día siguiente, Mulder, Scully, Walter Skinner (Mitch Pileggi) y Spender informan al subdirector Alvin Kersh (James Pickens Jr.) sobre la muerte del Sindicato y Cassandra. Spender le dice a Kersh que Mulder y Scully podrían haber evitado su desaparición y recomienda que sean reasignados a los expedientes X antes de abandonar abruptamente la habitación. Dirigiéndose a la oficina de los expedientes X en el sótano, Spender encuentra al fumador, quien primero reprende a Spender por no ser como Mulder y luego le dispara en la cabeza.

## Producción

### Concepción y escritura

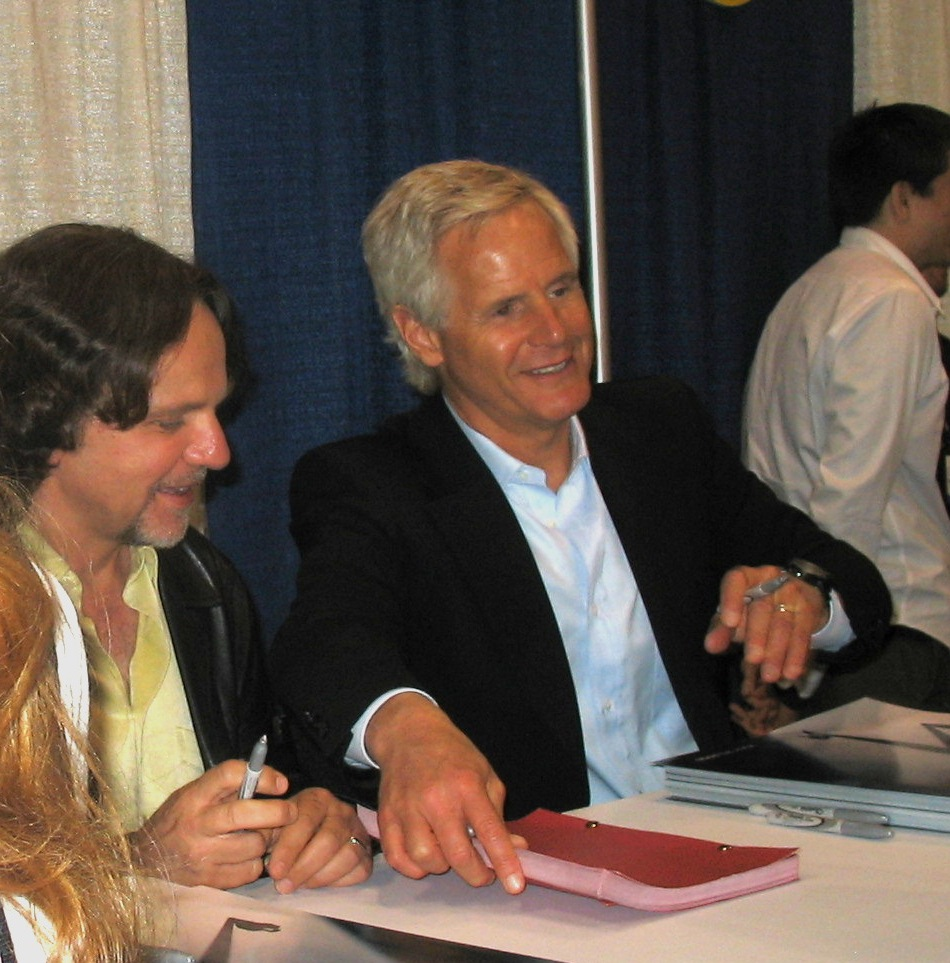
El episodio fue coescrito por el creador de la serie Chris Carter (derecha) y Frank Spotnitz (izquierda).

«One Son» concluyó no solo la historia que había comenzado en el episodio anterior, «Two Fathers», sino también una gran parte de la mitología de la serie, gran parte de la cual se había centrado en el Sindicato. Los productores sintieron que esto era necesario ya que el arco de la historia de Syndicate se estaba convirtiendo en un «lastre narrativo» en la serie, y muchas preguntas de las últimas cinco temporadas aún estaban sin respuesta. Otro impulso para terminar el arco fue la creencia del creador de la serie y coguionista del episodio, Chris Carter, de que la serie terminaría en la primavera de 2000. Por lo tanto, «One Son» se escribió para resolver muchos de los arcos del programa en preparación para un futuro final de serie. El equipo de guionistas también estaba buscando formas de crear nuevas líneas argumentales para la serie, como el arco de los «supersoldados», que se creó para las temporadas octava y novena.
Carter también buscó rectificar los pequeños problemas que los fanáticos tenían con la película de 1998, The X-Files: Fight the Future, y explicó: «Creo que si hubo algún problema con la película, fue que prometimos tanto que no cumplimos todo. Creo que queríamos entregar mucho, y todo a la vez, en estos dos episodios». El coguionista del episodio, Frank Spotnitz, estuvo de acuerdo y dijo que cuando la película The X-Files se promocionaba con el lema «La verdad se revela», se dio cuenta de que muchos fanáticos no estarían contentos con las revelaciones. Spotnitz tuvo problemas al escribir «One Son» porque creía que los episodios que daban respuestas parecían ser menos entretenidos para los espectadores que los episodios que presentaban nuevas preguntas. Sin embargo, reconoció que este episodio era necesario para explicar la mitología del programa; Llamó al episodio el «capítulo más grande que tuvimos tiempo de explorar en los nueve años que estuvimos al aire».
Los escritores de la serie a menudo tuvieron problemas para escribir episodios de mitología porque era necesario forzar la mayor cantidad de material posible, dada su relativa escasez en comparación con los episodios del «Monstruo de la semana». Si bien el título del episodio anterior, «Two Fathers», se refería tanto a Bill Mulder como al fumador, este episodio se tituló «One Son» para reflejar el hecho de que Mulder era el único hijo que quedaba de cualquiera de estos hombres, después de la presunta muerte de Jeffrey Spender.
Varios de los elementos de la trama hacen referencia a otros episodios de la serie. La presencia de Fort Marlene es una referencia al final de la primera temporada «The Erlenmeyer Flask», en el que se presentó por primera vez al feto extraterrestre; el término «control de pureza» también es una referencia a este episodio. Las referencias a MUFON fueron diseñadas para recordar el arco narrativo de la cuarta temporada que involucra el cáncer de Scully. El episodio también hace referencia y refleja elementos de la cultura popular. El apartamento de Fowley estaba ubicado deliberadamente en el complejo Watergate, un hotel conocido por ser el lugar donde se produjo el escándalo Watergate en la década de 1970. Las escenas que mostraban a Mulder y Scully siendo descontaminados se basaron en una escena similar en la película de James Bond Dr. No (1962), según Spotnitz. Sintió que la escena jugó con éxito con la tensión sexual entre los dos personajes principales.

### Reparto y rodaje

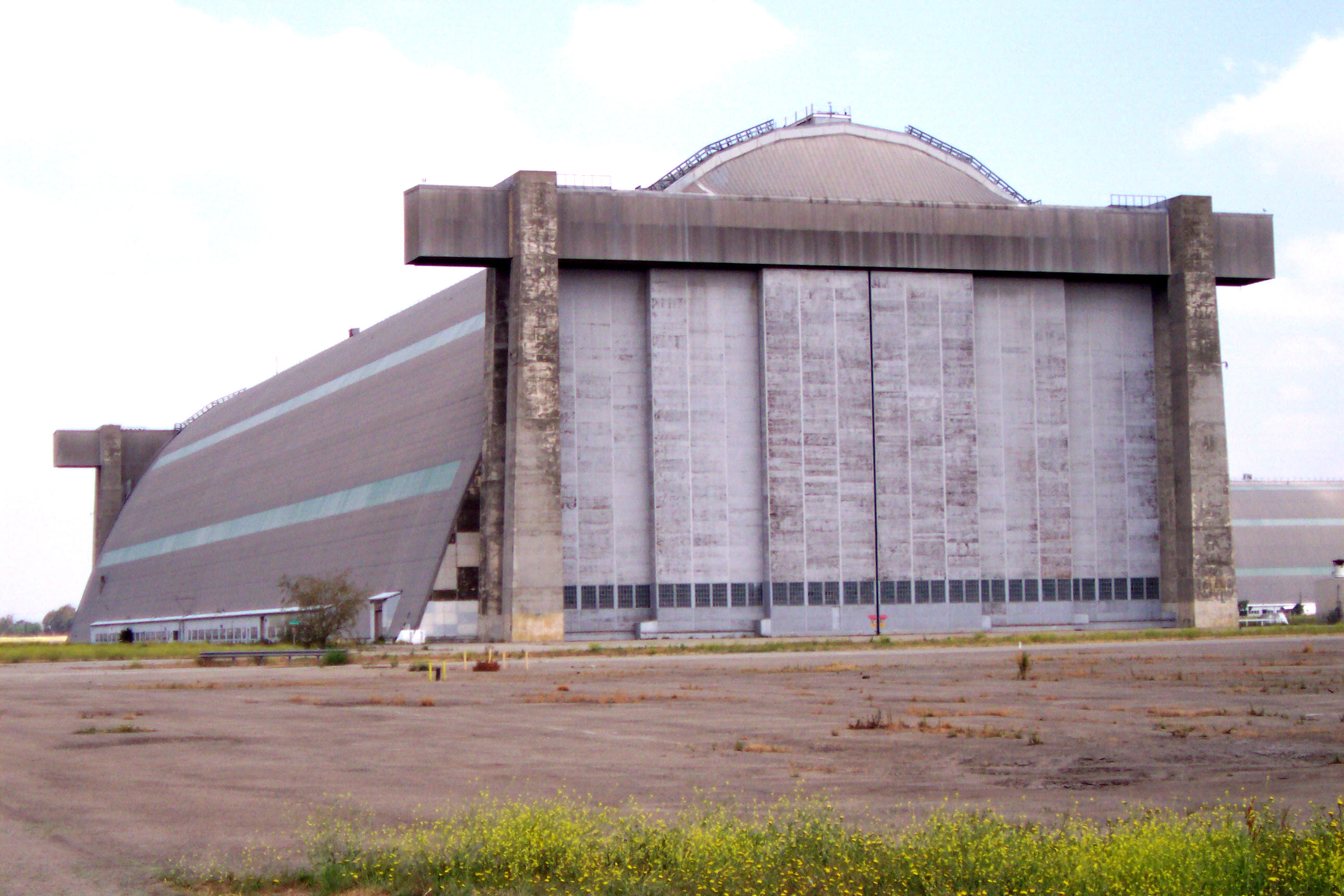
La escena culminante con el Sindicato siendo incinerado por los rebeldes extraterrestres tuvo lugar en la Estación Aérea del Cuerpo de Marines de Tustin.

«One Son» sería el último episodio de la serie en presentar al personaje de Owens, Jeffrey Spender, hasta la entrada de la novena temporada «William». Owens se enteró de que lo matarían cuando Carter le dijo: «Vas a salir convertido en una especie de héroe». Owens estaba un poco decepcionado, ya que acababa de ser presentado durante la conclusión de la temporada anterior. Davis estaba molesto porque Owens estaba dejando la serie y, según los informes, le dijo a Owens durante su última escena juntos: «¡No quiero dispararte! ¡Disfruto trabajar contigo!». Owens, sin embargo, señaló en broma que Davis no tuvo problemas para abofetearlo cuando el guion lo requería. En el episodio, Laurie Holden, quién interpretó a Marita Covarrubias, regresa. Spotnitz elaboró la secuencia en la que se enfrenta a Mulder como una forma de «quitarle [su] belleza y hacerla [lucir] lo más horrible posible». Para lograr esto, le dieron lentes de contacto de «aspecto terrible» y su cabello estaba despeinado.
Si bien las primeras cinco temporadas de la serie se filmaron principalmente en Vancouver, Columbia Británica, la producción de la sexta temporada del programa se realizó en Los Ángeles, California. Las escenas que tienen lugar en el hangar fueron filmadas en la Estación Aérea del Cuerpo de Marines de Tustin en Tustin, California. El hangar, construido en 1942 en apoyo de los esfuerzos de patrulla costera de la Marina de los Estados Unidos durante la Segunda Guerra Mundial, es uno de los hangares de madera más grandes de los Estados Unidos. Bill Roe, director de fotografía, y Rob Bowman recibieron la tarea de iluminar toda la estructura para el adelanto y el clímax del episodio, un trabajo que Spotnitz luego calificó de «increíble». Debido a que el traslado de la serie a Los Ángeles provocó un aumento en los costos de producción, el programa se vio obligado a reducir sus «asombrosos valores de producción». Sin embargo, Spotnitz destacó el uso del hangar como «una forma de intentar crear esa escala cinematográfica y aún así mantener [el programa] asequible». Inicialmente, el personal de producción esperaba mostrar a los rebeldes extraterrestres incinerando al Sindicato en pantalla. Sin embargo, debido a que estaban filmando en un hangar totalmente de madera, nunca se consideró el uso de fuego.
El episodio también vuelve a visitar los trenes como escenario, algo que se había hecho anteriormente en los episodios de la tercera temporada «731» y «Nisei». Sin embargo, por razones presupuestarias, las escenas que tenían lugar en los trenes no ocupaban mucho tiempo de pantalla. Para dar el efecto de que el tren que lleva a Cassandra Spender se mueve a gran velocidad, Manners utilizó «efectos de sonido, música, ángulos de cámara inteligentes y cortes rápidos». En realidad, el tren iba a poco menos de diez millas por hora.
Todos los decorados del episodio fueron creados por Corey Kaplan. Roe, por su parte, estuvo a cargo de la cinematografía. Si bien Spotnitz elogió la dirección de Rob Bowman, criticó la escena en la que uno de los miembros del Sindicato se transforma en un rebelde extraterrestre. Sintió que el efecto era insatisfactorio, en gran parte porque se había creado en tan poco tiempo. Explicó: «Fue uno de esos casos en los que simplemente te quedas sin tiempo, lamento decirlo». Más tarde expresó su deseo de volver algún día y rehacer el efecto.
El episodio requirió grandes demandas de la jefa del departamento de maquillaje, Cheri Montesanto-Medcalf. Se le asignó la tarea de crear la ilusión de que la cabeza del cirujano principal estaba congelada en nitrógeno líquido, así como de «desenvejecer» a los miembros del Sindicato que para las secuencias de flashback del episodio. Para crear el primero, Montesanta-Medcalf pintó la cara del actor de azul y luego le colocó carámbanos de silicona en la cabeza.

## Temas
El episodio enfatiza la importancia de la familia. Meghan Deans de Tor.com escribió que el Sindicato que entregó a su familia y seres queridos para salvar el mundo fue evidencia de este tema generalizado. También destacó la dualidad de padres e hijos. El fumador es padre tanto para Mulder como para Spender, pero favorece a Mulder. Al mismo tiempo, tanto Spender como Krycek compiten por el puesto de «hijo», con el primero cayendo en desgracia del fumador y el segundo interpretando el papel de «hijo pródigo». Sin embargo, tanto Spender como Krycek finalmente fallan, dejando a Mulder como el «único hijo» (one son) titular. Neal Justin del Star Tribune también escribió sobre el énfasis del episodio en la familia, comentando que «es interesante notar que el núcleo de la historia parece ser la relación entre padres e hijos». Comparó el mecanismo temático del episodio con la misma preocupación de las películas de Star Wars.

## Recepción

### Audiencia y premios

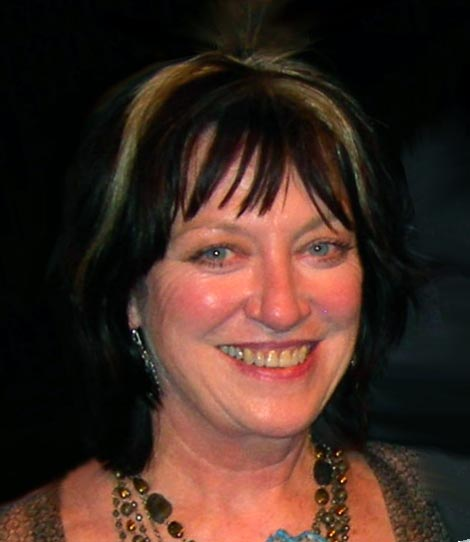
La actuación de Veronica Cartwright en el episodio resultó en una nominación al Emmy.

«One Son» se emitió originalmente en los Estados Unidos en la cadena Fox el 14 de febrero de 1999. En los Estados Unidos, el episodio fue visto por 16,57 millones de espectadores. Obtuvo una calificación Nielsen de 10,1, con una participación de 16. Las clasificaciones de Nielsen son sistemas de medición de audiencia que determinan el tamaño de la audiencia y la composición de la programación de televisión en los EE. UU. Esto significa que aproximadamente el 10,1 por ciento de todos los hogares equipados con televisión y el 16 por ciento de los hogares que miraban televisión estaban viendo el episodio. El nombre de Dean Haglund está mal escrito como Dean Haglung en los créditos iniciales.
Cartwright fue nominada a un Emmy como «Mejor actriz invitada en una serie dramática» por su papel tanto en este episodio como en «Two Fathers». «One Son» también fue nominado a «Dirección de arte excepcional: serie», y «One Son» y «Two Fathers» fueron co-nominados a «Maquillaje excepcional: serie». La serie ganó un Emmy por este último. El 5 de noviembre de 2002, el episodio fue lanzado en DVD como parte de la sexta temporada completa. El episodio se incluyó más tarde en The X-Files Mythology, Volume 3 – Colonization, una colección de DVD que contiene episodios relacionados con los planes de los colonizadores extraterrestres para apoderarse de la tierra.

### Reseñas
Debido a que el episodio se promocionó con la promesa de responder preguntas, provocó una mayor especulación en los medios. Con la conclusión de «One Son», muchos críticos aplaudieron la forma en que la serie pudo cerrar el arco del Sindicato. A.M. Jamison del Dayton Daily News escribió que «“One Son” termina dramáticamente, llegando a su fin y abriendo una nueva serie de desafíos no solo para Mulder sino también para la Tierra». Noel Holston y Justin del Star Tribune otorgaron al episodio cuatro estrellas de cinco, señalando que respondió incluso a más preguntas que «Two Fathers». También aplaudieron los lazos familiares que mantuvieron unido el episodio. Sin embargo, algunos críticos sintieron que las respuestas fueron un poco apresuradas. Manuel Mendoza de The Dallas Morning News escribió que «el Sr. Carter y su coguionista Frank Spotnitz tienen una forma maravillosamente indirecta de plantear situaciones dramáticas y una forma increíblemente abreviada de resolverlas».
Robert Shearman y Lars Pearson, en su libro Wanting to Believe: A Critical Guide to The X-Files, Millennium & The Lone Gunmen, calificaron el episodio con tres estrellas y media de cinco. Los dos disfrutaron de la actuación de Davis y señalaron que le dio al papel «poder real» y que él era «el centro emocional del episodio». Shearman y Pearson criticaron la cantidad de atención que recibió la lealtad de Fowley. Sin embargo, sintieron que el episodio «alcanza tanto el significado como el cierre, y en su mayoría funciona». Deans escribió que «One Son», junto con «Two Fathers», se eleva por encima de un «volcado de información mitológica» debido a «su uso de la familia, un tema entretejido profundo y claro a lo largo». Aplaudió en gran medida la exploración del episodio de los diversos personajes y su motivo central, y señaló que «la conspiración [el Sindicato] ya no es la amenaza ahora. Son los rebeldes y los colonizadores, temerosos y desconocidos. Como familia». Tom Kessenich, en su libro Examinations: An Unauthorized Look at Seasons 6-9 of the X-Files escribió positivamente sobre el episodio, diciendo que «“Two Fathers”/“One Son” fue un material extremadamente poderoso. Escrito de manera estricta, bellamente filmada y llena de más afirmaciones que revelaciones, pero la fascinación mira a los personajes del drama».
Zack Handlen de The A.V. Club otorgó al episodio una calificación de «B». Sintió que el episodio funcionó extremadamente bien a nivel visual y basado en los personajes. Handlen sintió que, debido a que el programa era «a menudo más aterrador cuando insinúa, en lugar de afirmar rotundamente», su «mitología solo funciona realmente como algo que está fuera de la vista». Por esta razón, sintió que el episodio mezcló «lo convincente con lo absurdo» con «resultados mixtos». Handlen concluyó que el episodio «tiene su momento», pero en última instancia le duele el hecho de que se niega a «llegar a conclusiones serias», así como «las limitaciones inherentes de la forma [del episodio]». No todas las críticas fueron entusiastas. Paula Vitaris de Cinefantastique le dio al episodio una crítica negativa y le otorgó una estrella y media de cuatro. Vitaris criticó la escena de la muerte del Sindicato, señalando que fue «torpemente ideada, permitiendo que [el fumador] y Fowley escaparan, pero no porque tenga sentido, sino porque el programa necesita que regresen en algún momento».
Desde su emisión, «One Son» ha sido calificado como uno de los mejores episodios de The X-Files. Joyce Millman de la revista Salon dijo que el episodio, junto con «Two Fathers», fue una «de las horas más coherentes, [...] casi insoportablemente tensas de la trayectoria de la serie». Ella dijo que el episodio dio algunas respuestas largamente esperadas, pero creó nuevas preguntas, como lo que realmente le sucedió a Samantha Mulder. La crítica del Michigan Daily Melissa Runstrom, dijo que «One Son», junto con «Two Fathers» y el final de temporada «Biogenesis», fueron los aspectos más destacados de la sexta temporada. Earl Cressey de DVD Talk también nombró a «One Son», junto con «Two Fathers», como uno de los «puntos destacados de la sexta temporada».